# Leopoldamys ciliatus
Leopoldamys ciliatus är en gnagare i familjen råttdjur som förekommer i Sydostasien. Populationen listades ursprungligen som underart till Leopoldamys edwardsi.
Arten blir 21,5 till 25,5 cm lång (huvud och bål), har en 30 till 39 cm lång svans och väger 300 till 425 g. Bakfötterna är 4,5 till 5,5 cm långa. Djuret har mörkbrun päls på ovansidan och vit päls på undersidan. Flera exemplar har en brun fläck på bröstet. Den långa svansen är helt mörkbrun.
Utbredningsområdet ligger på södra Malackahalvön samt på Sumatra längs öns västra kust. Habitatet utgörs av bergsskogar, ovanför 1000 meter över havet. Skogarna är fuktiga och varma.
Råttdjuret klättrar antagligen i träd och är allätare.
Beståndet hotas i viss mån av skogsavverkningar. Allmänt är arten inte sällsynt. IUCN listar Leopoldamys ciliatus som livskraftig (LC).